# Apoica pallens
Apoica pallens är en getingart som först beskrevs av Fabricius 1804.  Apoica pallens ingår i släktet Apoica och familjen getingar. Inga underarter finns listade i Catalogue of Life.